# Kaigetsudō Dohan
Pour les articles homonymes, voir Dohan et Kaigetsudō.
Kaigetsudō Dohan (懐月堂 度繁) (Nobushige), actif entre 1704 et 1716, est un artiste japonais d'estampe de style ukiyo-e, qui fut au XVIIIe siècle l'un des élèves de Kaigetsudō Ando (Yasunobu), fondateur de l'école Kaigetsudō. 

## Style
On retrouve chez Kaigetsudō Dohan les caractéristiques de l'école Kaigetsudō : portrait en pied, sur un arrière-plan vide, d'une courtisane vêtue d'un somptueux kimono, dont les plis sont soulignés par l'épaississement du trait. 
Si l'on a pu dire de Kaigetsudō Dohan qu'il était un des moins habiles des élèves directs de Kaigetsudō Ando, la célèbre estampe ci-contre apporte un démenti à cette affirmation : 
son élégance, l'attitude bien particulière adoptée par la courtisane, « en S » (tête légèrement penchée en avant, épaules rejetées vers l'arrière dans une position un peu cambrée), la beauté du kimono (décoré de la roue d'un moulin à eau et de vaguelettes), la souplesse du trait, tous ces aspects sont typiques des meilleurs Kaigetsudō.